# Покровское (Горномарийский район)
Покро́вское (мар. Похросола) — село в Горномарийском районе республики Марий Эл в составе Троицкопосадского сельского поселения.

## Название
Название селения связано с церковным храмом в честь «Покрова Богородицы». Существует и другое народное название — село Большая Юнга. Марийское название «Похросола» состоит из слов «Похро» — «Покровское» и «сола» — «селение».

## География
Расположено на правом берегу Волги у впадения реки Юнга. Напротив, через реку Юнга, на расстоянии менее 1 км, расположено село Троицкий Посад.

## История
Основано в 1587 году. В селе 3 улицы: Верхняя, Мертвая Гора и Школьная.

## Население
| 2002 | 2010 | 2013 | 2014 |
| ---- | ---- | ---- | ---- |
| 92   | ↘56  | ↘50  | ↗51  |

## Известные люди
Раева Татьяна Николаевна (1894—1977) — русский советский педагог. Заслуженный учитель школы РСФСР (1951). Кавалер ордена Ленина (1949).
Кириллов Иван Викторович (1927—1994) — советский государственный, партийный и комсомольский деятель. Первый секретарь Марийского обкома ВЛКСМ (1958—1960). Член ВКП(б) с 1960 года.
12 ноября 1931 года здесь родился Леонид Васильевич Багров, в 1978—1990 годах министр речного флота РСФСР.
Во время Великой Отечественной войны в селе в эвакуации находилась Александра Константиновна Оболенская (Мусина-Пушкина), фрейлина императрицы Александры Федоровны.